# Alberto Giovanni Biuso
Alberto Giovanni Biuso (Bronte, 31 gennaio 1960) è un filosofo italiano.

## Biografia
Biuso ha studiato filosofia all'Università degli Studi di Catania, dove si è laureato, nel 1983, con una tesi su Husserl e Heidegger. Tra il 1985 e il 2001 ha insegnato nei Licei. Nel 2006, ha conseguito il Dottorato di Ricerca sempre presso l'Università di Catania, dove ha poi svolto incarichi di ricerca e di docenza. È professore ordinario di filosofia teoretica al Dipartimento di Scienze Umanistiche dell'Università di Catania. 

## Opere
I suoi primi studi furono dedicati al pensiero tedesco, in particolare Nietzsche e Heidegger. L'antropologia di Nietzsche (Morano, 1995) indaga le fonti e il significato dell'oltreuomo proponendo una lettura di tale concetto alternativa alle interpretazioni irrazionalistiche. In un secondo libro dedicato al filosofo tedesco - Nomadismo e benedizione (Di Girolamo, 2006) - vengono discussi il prospettivismo della verità, la dimensione nomadica dell'esistenza e la costitutiva apertura della filosofia di Nietzsche alla sperimentazione di nuovi percorsi nella vita, nei concetti e nel senso. La “benedizione” del mondo e dell'essere – nonostante la tragicità dell'esistenza- è l'esito ultimo al quale tutto il pensiero nietzscheano tenderebbe.
Gli interessi antropologici e politici di Biuso sono confermati nel pamphlet Contro il Sessantotto (Guida, 1998; premio Erewhon 1998; nuova edizione ampliata con il titolo Contro il Sessantotto. Saggio di Antropologia, Villaggio Maori Edizioni, 2012), in Antropologia e filosofia (Guida, 2000) e in Anarchisme et Anthropologie. Pour une politique matérialiste de la limite (Asinamali, 2016) nei quali si argomenta la necessità di un approccio etologico e biologico al problema della storia. Nell'ultimo testo si sostiene in particolare che l'opzione anarchica possa meglio scaturire da un profondo disincanto antropologico piuttosto che dalla fiducia nella 'naturale bontà' dell'essere umano.
L'attenzione alle tematiche antropologiche ha condotto Biuso a interessarsi di questioni al confine fra tecnica e metafisica, per esempio sul moltiplicarsi delle protesi non più soltanto da applicare sul corpo umano ma anche da innestare dentro di esso. Nel testo divulgativo Cyborgsofia. Introduzione alla filosofia del computer (Il Pozzo di Giacobbe, 2004) si analizzano i fondamenti e gli sviluppi della cibernetica a partire dalla centralità del corpo e dei significati. Tematiche riprese in una introduzione fenomenologica alla filosofia della mente dal titolo Dispositivi semantici (Villaggio Maori, 2008) e nel volume collettaneo Neurofenomenologia (Paravia Bruno Mondadori, 2006).
La mente temporale. Corpo Mondo Artificio (Carocci, 2009) sostiene una concezione in cui l'umano viene descritto come un dispositivo semantico e temporale.  Coscienza del presente, memoria di ciò che è stato, intenzionalità rivolta al futuro, corporeità consapevole della propria finitudine  costituiscono per Biuso l'essenza stessa della mente, che è questo processo unitario. In Temporalità e Differenza (Olschki, 2013) la struttura del tempo viene articolata come tempo vissuto e tempo saputo, tempo cognitivo e tempo fenomenico: esso è la differenza di ogni oggetto materiale nei diversi istanti del suo divenire, differenza inseparabile dall'identità di questo oggetto in ogni coscienza che lo coglie. Aión. Teoria generale del tempo (Villaggio Maori Edizioni, 2016) riprende e approfondisce la tematica temporale in una chiave teoretica, che si confronta con gli ambiti della fisica, dell'antropologia e dell’estetica. La tetralogia dedicata al tempo si è conclusa con Tempo e Materia. Una metafisica (Olschki, 2020), il volume probabilmente più teoreticamente impegnativo di Biuso, nel quale si propone una identificazione integrale tra la materia, l’energia e il tempo.
Successivamente il filosofo si è occupato, in altri libri e in vari saggi, della questione animale, della vicenda epidemica e di un’analisi critica del politicamente corretto. Nel 2023 è uscito un volume di scritti dedicati alla storia della filosofia, dal titolo Chronos (Mimesis).
- L'antropologia di Nietzsche, Napoli, Morano, 1995. ISBN 88-8036-141-4.
- Contro il Sessantotto. Saggio di antropologia, Napoli, Guida, 1998. ISBN 88-7188-182-6; Valverde, Villaggio Maori, 2012. ISBN 978-88-906119-3-3.
- Antropologia e filosofia. Elementi di propedeutica filosofica, Napoli, Guida, 2000. ISBN 88-7188-358-6.
- Cyborgsofia. Introduzione alla filosofia del computer, Trapani, Il pozzo di Giacobbe, 2004. ISBN 88-87324-52-2.
- Inni alla luce, Pistoia, Petite plaisance, 2006. ISBN 88-7588-083-2.
- Nomadismo e benedizione. Ciò che bisogna sapere prima di leggere Nietzsche, Trapani, DG, 2006. ISBN 88-87778-08-6.
- Dispositivi semantici. Introduzione fenomenologica alla filosofia della mente, Catania, Villaggio Maori, 2008. ISBN 978-88-903569-2-6.
- La mente temporale. Corpo Mondo Artificio, Roma, Carocci, 2009. ISBN 978-88-430-4933-2.
- Temporalità e differenza, Firenze, Olschki, 2013. ISBN 978-88-222-6278-3.
- Aión. Teoria generale del tempo, Valverde, Villaggio Maori, 2016. ISBN 978-88-98119-62-2.
- Anarchisme et anthropologie. Pour une politique matérialiste de la limite, Le Pré-Saint-Gervais, Asinamali éditions, 2016. ISBN 978-2-9553822-5-7.
- Animalia, Valverde, Villaggio Maori, 2020. ISBN 978-88-94898-74-3.
- Tempo e Materia. Una metafisica, Firenze, Olschki, 2020. ISBN 978-88-222-6686-6.
- Disvelamento. Nella luce di un virus, Viagrande, Algra, 2022. ISBN 978-88-93415-19-4.
- Chronos. Scritti di storia della filosofia, Milano-Udine, Mimesis, 2023. ISBN 978-88-575-9835-2.
- Ždanov. Sul politicamente corretto, Viagrande, Algra, 2024. ISBN 978-88-93417-32-7.